# 潘志明
潘志明（Pun Chi Meng, Paul，1958年11月12日—），澳門明愛總幹事。為庇道學校創辦人之一，受啟蒙於已故的陸毅神父（Father Luís Ruiz Suarez,S.J.）、已故的高志慈修女（Mother Maria Goisis, FDCC）、已故的莫慶恩神父（Father Lancelote Miguel Rodrigues）和已故胡子義神父（Father Gaetano Nicosia, SDB）等為弱勢社群服務及發聲，自1975年從事社會服務工作，協助澳門開辦第一間自修室-聖安多尼堂自修室。得謝華才老師協助發展教育事業，並擔任澳門社工學院院長。中五畢業於慈幼中學，高中三畢業於粵華中學，大學畢業於關島大學社會工作系，取得美國哥倫比亞大學社會工作碩士。在教育上主張有教無類，並積極參與澳門各項社會事務，對多項社會政策提出建議。2009年獲梵蒂岡宗座正義和平委員會頒授宗座正義和平章。

## 其它會務
- 澳門特殊奧運會會長
- 澳門社會工作人員協進㑹會長
- 澳門天主教學校聯會監事長
- 粵華中學校董
- 亞洲全人發展盟友協會成員（Board Member, Asia Partnership for Human Development）
- 庇道學校校董會主席

## 現任社會公職
- 社會工作者專業委員會主席[1]
- 澳門明愛總幹事

## 曾任社會公職
- 精神衛生委員會委員[2]
- 醫療改革委員會委員
- 公共行政改革諮詢委員會委員
- 禁毒委員會委員[3]
- 長者事務委員會委員[4]
- 復康事務委員會委員[5]
- 民政總署諮詢委員會委員
- 社會工作委員會委員
- 公共房屋事務委員會委員
- 防治愛滋病委會會委員
- 青年事務委員會委員
- 教學人員專業委員會委員

## 於內地參與的扶貧工作
- 1992年：華東水災後扶貧工作。
- 1996年：華南水災後扶貧工作。
- 2008年：四川汶川大地震後扶貧工作。

## 於澳門參與早期的義務工作
1975年 協助澳门開辦第一間自修室-聖安多尼堂自修室。

## 於澳門明愛任內開辦以下之服務
- 1983年：創設澳門傷殘人士學習駕駛服務。推動澳門特殊奧運會，推動智障及傷殘人士各項活動。
- 1984年：開展澳門生命熱線服務。
- 1985年：創立明愛特殊學校。最先引入學校駐校社工計劃。創立庇道學校，引入全納教育理念，實踐有教無類的精神。
- 1992年：協助澳門社工學院成為專科課程院校。最先引入家務助理及社康護理服務，為長者提供日常生活的協助。開拓澳门夜間青少年外展社工工作，藉著關心邊緣少年，使其重回正軌。
- 1993年：協助設立澳門失聰人士服務中心。
- 1994年：創立澳門露宿者之家，除了收容流浪者，提供住宿外，並助其重投社會。
- 1995年：開辦「兒童助養計劃」。開設嘉模特別護理服務-善終護理。
- 1996年：開辦澳門失明人士小學、中學教育。
- 1997年：創辦「復康巴士」服務。
- 1998年：創辦首間青少年提供寄宿的澳門青暉舍。倡議及推動老人舍屋計劃-嘉翠麗老人宿舍設立澳門善導宿舍，協助更新人士重新融入社會。開辦首間日間長者護理中心，為體弱長者提供日間護理照顧。
- 2000年：創立澳門關心下一代工作委員會。倡行以工代賑，舒緩失業壓力，並設立協力社協助失業人士。創立澳門文化教育交流協會，推動2004年兩岸四地中國語文教師教學觀摩活動。
- 2003年：向社區開放庇道學校-明愛圖書館。創立澳门平民國際學校-庇道學校<<英文部>>，為外籍人士子女，提供受教育機會。最先引入「社區學校」概念，首推展私立校園開放計劃，實施資源共享，鼓勵社團舉辦活動。
- 2004年：協助推行單親家庭服務網絡。開辦「黃昏班」，協助失學青少年重返日校計劃。首創八月夏令班，為失學青少年提供重返校園機會。
- 2005年：創設何黎婉華庇道演藝劇院，推動青少年表演藝術。開設嶄居庭服務，為受加租影響家庭及被迫遷人士提供暫時居所服務。
- 2006年：開辦「心願亭」，協助弱勢群體參與自助工作。
- 2007年：開辦「豐衣閣」，協助環保產業，扶助傷殘人士自力更生。
- 2009年：開展「外地勞工服務」。
- 2010年：開辦滙暉長者日間中心，開辦『健行社』方便傷殘人士出行服務。
- 2011年：承辦特區政府委託之短期食物輔助計劃「明糧坊」。
- 2011年：開辦以社會企業模式的環保義賣站 「福攸坊」。
- 2012年：家居護養服務。
- 2012年：推動澳門殘疾人士參與國際殘疾人士奧林匹克技能大賽。
- 2013年：石排灣公屋群開展傷殘人士職業訓練中心。
- 2014年協助避寒避暑中心的部分運作。
- 2014年: 開設「好的福悠快綫」簡稱「好的」，為行動不便人人提供點對點的接載服務。
- 2015年：發展24小時緊急支援服務。
- 2015年：開辦庇道學校英文高中部（St. John de Brito School）
- 2015年：開辦泉仁樂家庭綜合服務中心。
- 2015年：開辦凱暉生命教育資源中心。
- 2016年：推動於康暉日間護理中心轉型開設首間為失智症長者服務的中心。
- 2016年：於明暉護養院開設失智症服務中心。
- 2017年：為居住於唐樓行動不便人士開展上落服務，協助其上落樓梯服務。
- 2019年：開辦診所以協助低收入人士及外地僱員。
- 2020年：開辦首間以主推無障礙的旅行社，以社會企業模式運作。
- 2021年：開設首批參與社工局推出《共創耆職長者社企資助計劃》而開設之茶餐室-開心廚房�

## 於外地參與的扶貧工作
- 2004年：南亞海嘯災後工作
- 2009年：柬埔寨水災後工作。
- 2010年：孟加拉災後工作。
- 2011年：日本福島地震災後工作。
- 2012年：菲律賓災後工作。
- 2013年：菲律賓海燕風災籌募善款工作
- 2014年：東帝汶援助計劃
- 2015年：尼泊爾地震災後賑災工作
- 2015年：厄瓜多爾地災後籌募善款工作
- 2016年：內地安徽湖北水災後工作
- 2020年：意大利、葡萄牙抗疫關懷
- 2021年：印度抗疫關懷
- 2021年：菲律賓雷伊風災籌募善款工作

## 曾獲獎項
- 2004年，菲律宾驻港澳总领事馆向其颁授"菲律宾之心奖"（Pusong Filipino Award）以彰殊荣。
- 2008年，獲得安慶市授予“慈善愛心人士”榮譽稱號
- 2008年，獲得澳門特區政府授予“社會服務獎章”
- 2022年，獲得澳門特區政府授予“仁愛功績勳章”